# Rudolf von Bönninghausen (Landrat, 1861)
Klemens Johann Rudolf von Bönninghausen (* 15. Januar 1861 in Lank; † 7. Dezember 1929 in Koblenz) war ein preußischer Landrat des Landkreises Gladbach.

## Leben
Der Katholik Rudolf von Bönninghausen war ein Angehöriger des Adelsgeschlechts Bönninghausen aus der Grafschaft Mark. Er war ein Sohn des Offiziers, Bürgermeisters und Landrats Rudolf von Bönninghausen und dessen Ehefrau Johanna, geborene Schmitz-Hübsch (1833–1913). 
Nach dem Besuch von Gymnasien in Neuss und Kempen und der abgelegten Reifeprüfung am 9. August 1883 absolvierte er bis 1886 in Leipzig, Paris, München und Bonn ein Studium der Rechtswissenschaften. Als militäruntauglich eingestuft, legte er am 18. Dezember 1886 die Erste Juristische Prüfung ab, worauf er am 24. Dezember 1886 zum Gerichtsreferendar ernannt wurde. Nach der Vereidigung am 4. Januar 1887 begann er eine Ausbildung im Bezirk des Oberlandesgerichts Köln beim Amtsgericht Kempen und beim Landgericht Kleve. Am 5. März 1887 wurde er in Leipzig mit seiner Schrift Die Sonderrechte des Aktionärs zum Dr. iur. promoviert. Nach der Ernennung zum Regierungsreferendar am 25. Mai 1889 war er bei der Regierung Düsseldorf und ab Oktober 1891 bei der Regierung Potsdam tätig, bevor er am 3. Dezember 1892 die Große Staatsprüfung ablegte. Im Anschluss wurde er Regierungsassessor bei der Regierung Düsseldorf, sowie ab dem 1. Januar 1893 Hilfsarbeiter beim Landratsamt Mülheim am Rhein. Am 16. April 1895 wurde er kommissarisch zum Landrat des Landkreises Gladbach ernannt, dem am 30. Oktober 1895 die definitive Bestallung zum 1. November 1895 folgte. Seit dem 1. Juli 1919 beurlaubt, trat von Bönninghausen zum 1. Oktober 1919 auf eigenen Antrag in den Ruhestand.

## Auszeichnungen
- 24. Januar 1916 Charakterisierung als Geheimer Regierungsrat
- 1918 Roter Adlerorden 4. Klasse[1]

## Familie
Rudolf von Bönninghausen heiratete am 8. Oktober 1889 in Lobberich Maria Niedieck (* 9. Mai 1868 in Lobberich), Tochter des Fabrikbesitzers und Geheimen Kommerzienrats Karl Niedieck zu Lobberich und dessen Ehefrau Katharine, geborene Keßels. Der Landwirt Curt von Bönninghausen, ausgestattet mit Gutsbesitz in Dudel, südöstlich von Berlin, ist ein Sohn.